# Gauliga Niedersachsen 1941/42
De Gauliga Niedersachsen 1941/42 was het negende voetbalkampioenschap van de Gauliga Niedersachsen. Werder Bremen werd kampioen en plaatste zich voor de eindronde om de Duitse landstitel. De club versloeg SV Hamborn 07 en Eimsbütteler TV en verloor in de kwartfinale van Kickers Offenbach.

## Eerste ronde

### Groep Noord
| Plaats | Club                   | Wed. | W | G | V | Saldo | Ptn. |
| ------ | ---------------------- | ---- | - | - | - | ----- | ---- |
| 1.     | SV Werder Bremen       | 10   | 6 | 4 | 0 | 43:13 | 16:4 |
| 2.     | SpVgg 05 Wilhelmshaven | 10   | 5 | 2 | 3 | 44:17 | 12:8 |
| 3.     | VfL Osnabrück          | 10   | 4 | 3 | 3 | 27:23 | 11:9 |
| 4.     | TuSG Schinkel 04       | 10   | 2 | 3 | 5 | 25:41 | 7:13 |
| 5.     | TSV 1897 Osnabrück     | 10   | 3 | 1 | 6 | 20:41 | 7:13 |
| 6.     | ASV Blumenthal         | 10   | 3 | 1 | 6 | 16:40 | 7:13 |

|  | Geplaatst voor finaleronde |

### Groep Zuid
| Plaats | Club                      | Wed. | W | G | V | Saldo | Ptn.  |
| ------ | ------------------------- | ---- | - | - | - | ----- | ----- |
| 1.     | SV Eintracht Braunschweig | 10   | 8 | 0 | 2 | 50:21 | 16:4  |
| 2.     | LSV Wolfenbüttel          | 10   | 5 | 2 | 3 | 35:24 | 12:8  |
| 3.     | Hannoverscher SV 96       | 10   | 5 | 1 | 4 | 23:23 | 11:9  |
| 4.     | SV Linden 07              | 10   | 4 | 2 | 4 | 26:36 | 10:10 |
| 5.     | SV Arminia Hannover       | 10   | 4 | 1 | 5 | 35:29 | 9:11  |
| 6.     | 1. SC Göttingen 05        | 10   | 1 | 0 | 9 | 10:46 | 2:18  |

## Finaleronde
| Plaats | Club                      | Wed. | W | G | V | Saldo | Ptn.  |
| ------ | ------------------------- | ---- | - | - | - | ----- | ----- |
| 1.     | SV Werder Bremen          | 10   | 9 | 0 | 1 | 48:13 | 18:2  |
| 2.     | LSV Wolfenbüttel          | 10   | 8 | 1 | 1 | 48:12 | 17:3  |
| 3.     | SV Eintracht Braunschweig | 10   | 5 | 0 | 5 | 21:31 | 10:10 |
| 4.     | SpVgg 05 Wilhelmshaven    | 10   | 4 | 1 | 5 | 34:32 | 9:11  |
| 5.     | Hannoverscher SV 96       | 10   | 2 | 0 | 8 | 14:42 | 4:16  |
| 6.     | VfL Osnabrück             | 10   | 1 | 0 | 9 | 23:58 | 2:18  |

|  | Kampioen |

## Promotie-eindronde

### Groep I
| Plaats | Club                  | Wed. | Saldo | Ptn. |
| ------ | --------------------- | ---- | ----- | ---- |
| 1.     | WSV Nebeltruppe Celle | 4    | 8:7   | 5:3  |
| 2.     | VfB Braunschweig      | 4    | 6:6   | 4:4  |
| 3.     | SpVgg Hannover 1897   | 4    | 7:8   | 3:5  |

|  | Promotie naar Gauliga Südhannover-Braunschweig 1942/43 |

### Groep II
| Plaats | Club                   | Wed. | Saldo | Ptn. |
| ------ | ---------------------- | ---- | ----- | ---- |
| 1.     | RSG Eintracht Hannover | 4    | 16:6  | 7:1  |
| 2.     | MSV Lüneburg           | 4    | 12:15 | 4:4  |
| 3.     | Eibia Walsrode         | 4    | 2:9   | 1:7  |

### Groep III
| Plaats | Club             | Wed. | Saldo | Ptn. |
| ------ | ---------------- | ---- | ----- | ---- |
| 1.     | SVG Göttingen 07 | 2    | 8:4   | 4:0  |
| 2.     | MTV Goslar       | 4    | 4:8   | 0:4  |

|  | Promotie naar Gauliga Südhannover-Braunschweig 1942/43 |

### Groep IV
| Plaats | Club               | Wed. | Saldo | Ptn. |
| ------ | ------------------ | ---- | ----- | ---- |
| 1.     | TuSS Hildesheim 07 | 4    | 14:0  | 4:0  |
| 2.     | FC 08 Herzberg     | 4    | 0:14  | 0:4  |